# アメリカ生物人口学・社会生物学協会
アメリカ生物人口学・社会生物学協会（アメリカせいぶつじんこうがく・しゃかいせいぶつがくきょうかい、Society for Biodemography and Social Biology）は、人口の構造や構成に影響を与える生物学的・社会文化的要因に関する議論を深めること、その知識の発展と普及を目的とした協会である。2008年以前は、社会生物学協会(Society for the Study of Social Biology)、1972年以前は、アメリカ優生学協会（American Eugenics Society）という名称であった。

## アメリカ優生学協会時代
その起源は1906年に非公式に設立された優生学教育協会まで遡る事が出来るが 、協会としての設立は、1922年であり、優生学に関する研究および公教育を推進する団体であった。 マディソン・グラント、アーヴィング・フィッシャー、 ハリー・ハミルトン・ローリン、ヘンリー・フェアフィールド・オズボーン、ヘンリー・クランプトンらが共同で設立した 。20世紀におけるアメリカの優性政策や最高裁判決に大きな影響を与えたとされ、産児制限 や人工妊娠中絶など以後の政策にも影響を与えた。
1907年、インディアナ州で最初の強制不妊法(断種法とも言われる)が制定されて以降、30以上の州がこれに続いた  。同協会の会長だったハリー・ラフリンは、1927年に、それら州法の合憲性を連邦最高裁判所が支持した「バック対ベル」判決において主要な役割を果たしたとされる 。これら一連の強制不妊法の対象者には、視覚障碍者・聴覚障碍者・精神疾患を持つ者、知的発達障害などが含まれ、犯罪者に対しても適用された。アフリカ系アメリカ人、ヒスパニック、ネイティブ・アメリカンの間で強制不妊の実施率は特に高かった。
また、優生学者達の関心は移民にも向けられた。1924年には、排日移民法(正確には移民規制法)が制定され、南・東欧系移民の数を制限するとともに、日本人や中国人の移民は入国が禁止されている。
最盛期であった1930年代には、1260人の会員がいたとされるが、ナチス政権下で、優生学と安楽死・人種主義が結びつけられた政策が実行され、大きな倫理的問題を引き起こし、戦後、世界的に優生学がタブーとなり、これを機に協会も、また衰退を始めた。
20世紀初頭には、マーガレット・サンガーらによるアメリカ産児制限連盟を支持し、彼女もまた優生学の唱道者であった。戦後、優生学が決定的にマイナス・イメージに転化したことで、袂を分かったが、同連盟はプランド・ペアレントフッドという名称で。現在も女性の性と出産に関する健康と権利に関するサービスや啓蒙活動を行っている。また、1971年、女性の人工中絶の権利を認めたロー対ウェイド判決においても大きな役割を果たした。同判決発表後、アメリカ優生学協会は、社会生物学協会と改名した。オズボーンは、優生学のラベルが、避妊や中絶といった家族計画の発展を妨げる事に繋がる事が理由と述べた。

## 社会生物学会時代
社会生物学会に名称を変更した3年後の1975年、エドワード・オズボーン・ウィルソンが『社会生物学』を著し、それを「あらゆる社会行動の生物学的基盤の体系的な研究」と定義し、社会生物学を新しい分野として位置づけた。その後、社会生物学の人間への適用を巡り、社会生物学論争が起きた。

## 生物人口学・社会生物学会時代
1960年までに、同協会の会員の多くは優生学の流れを組む生物学者になっていたが、1960年代に開かれた5度のプリンストンでの会議を経て、遺伝学者と人口学者の共通の関心が示された事で、次第に人口学者が参加するようになり、2008年には、生物人口学・社会生物学協会へ再度改名し、以後、人口学者が協会をコントロールするようになった。第二次世界大戦から参加していた生物学者達は、大半がアメリカ人や移民二世で、東海岸や西海岸の大学に所属していたのに対し、新たに加わった人口学者達の大半は、それよりも若く、南部や中西部の大学に所属する者が多かった。彼らは、それ以前の生物学者達が関心を持たなかった出産適齢期以降の寿命や高齢化の問題に関心を抱いた。

## 歴代会長
- 1922–26 アーヴィング・フィッシャー（イェール大学）
- 1926–27 ロズウェル・H・ジョンソン（ピッツバーグ大学）
- 1927–29 ハリー・ラフリン（優生記録所)
- 1929 クラレンス・クック・リトル（ミシガン大学）
- 1929–31 ヘンリー・フェアチャイルド（ニューヨーク大学）
- 1931–34 ヘンリー・パーキンス（バーモント大学）
- 1934–38 エルズワース・ハンティントン（イェール大学）
- 1938–40 サミュエル・ジャクソン・ホームズ（カリフォルニア大学バークレー校）
- 1940–45 モーリス・ビゲロウ（コロンビア大学）
- 1946–52 フレデリック・オズボーン（オズボーン-ダッジ-ハリマンRR接続）
- 1956–63 ハリー・シャピロ（アメリカ自然史博物館）
- 1964–68 クライド・ヴァーノン・カイザー（ミルバンク記念基金）
- 1969–72 ダドリー・カーク（スタンフォード大学）
- 1972–75 ブルース・エックランド（ノースカロライナ大学）
- 1976–78 ニッキー・エルレンマイヤー＝キムリング（コロンビア大学）
- 1979–81 ガードナー・リンゼイ（スタンフォード大学）
- 1982–83 ジョン・フラー（バーミンガム大学）
- 1985–90 マイケル・タイテルバウム（スローン財団）
- 1991–94 ロバート・レザーフォード（イーストウエスト研究所）
- 1994–06 ジョセフ・リー・ロジャース（ヴァンダービルト大学）
- 1996-00 リチャード・ウドリー（ノースカロライナ大学チャペルヒル校）
- 2000-06 S・ジェイ・オルシャンス（イリノイ大学）
- 2006-07 ケネス・ランド（英語版） （デューク大学）
- 2007–12 ハンス・ピーター・コーラー（ペンシルバニア大学）
- 2012–15 ジェイソン・ボードマン（英語版）（コロラド大学）
- 2015–19 アンドリュー・ノイマー カリフォルニア大学アーバイン校）